# Ray Stevenson

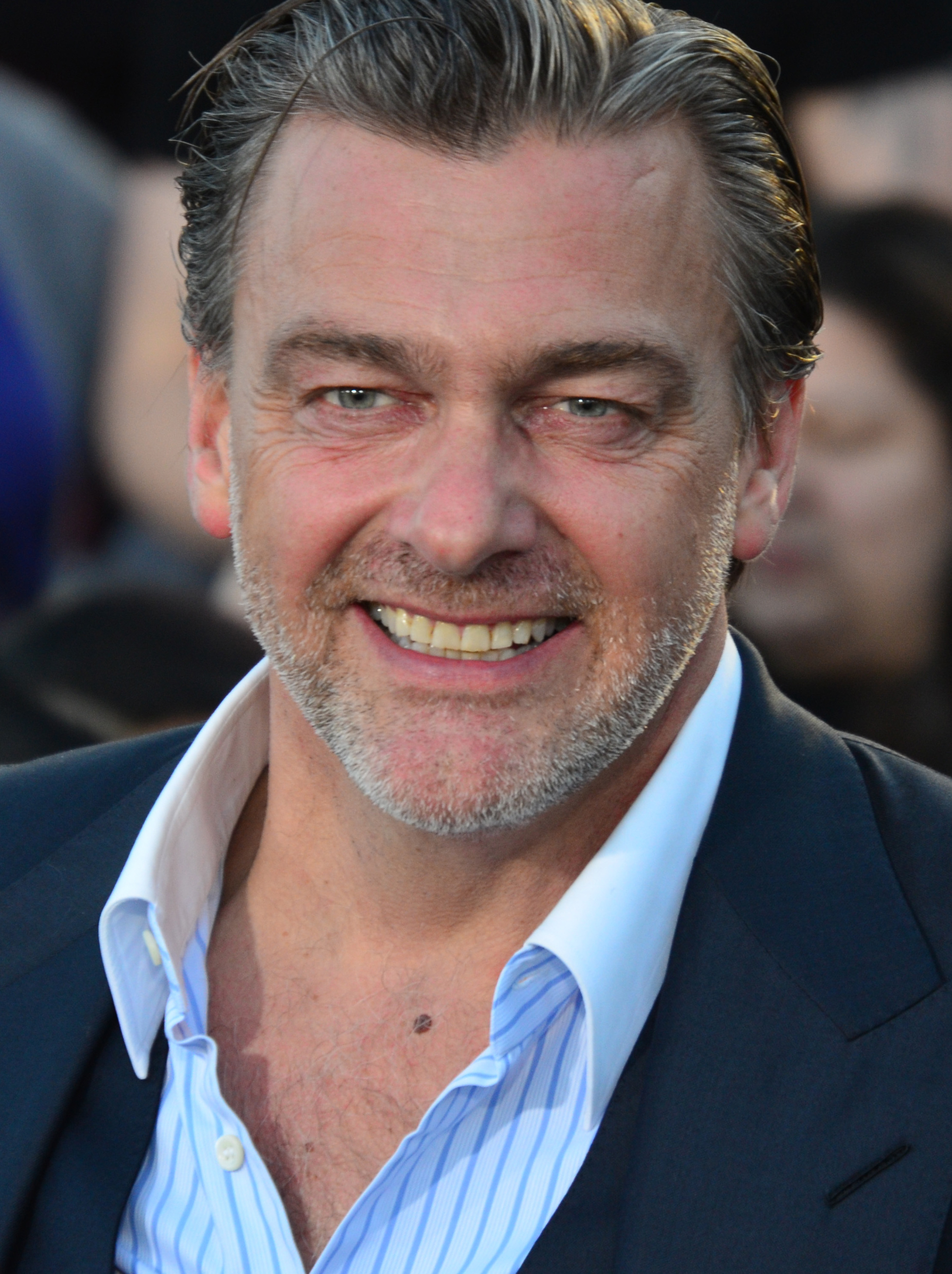
Ray Stevenson (2014)

George Raymond „Ray“ Stevenson  (* 25. Mai 1964 in Lisburn, Nordirland; † 21. Mai 2023 in Lacco Ameno, Italien) war ein britischer Schauspieler.

## Leben
Ray Stevenson war der Sohn eines britischen Air-Force-Piloten und einer irischen Mutter. Er wuchs in Newcastle upon Tyne auf. Zunächst arbeitete er als Inneneinrichter, bevor er mit 27 Jahren mit einem Schauspielstudium an der Bristol Old Vic Theatre School begann.
Stevenson spielte anfänglich ab den frühen 1990er Jahren vor allem in Fernsehserien und -filmen, ab dem Jahr 2004 auch als Nebendarsteller in Kinofilmen wie King Arthur. Sein Durchbruch als Schauspieler gelang ihm mit der Hauptrolle des Titus Pullo in der Fernsehserie Rom (2005–2007). In Punisher: War Zone, der 2008 erschienenen Marvel-Comic-Verfilmung, übernahm er die titelgebende Rolle des Punisher. Der Film floppte in den Vereinigten Staaten und erschien deswegen in Deutschland direkt als DVD. Trotz des Misserfolges bekam er 2011 erneut eine Rolle in einer Marvel-Verfilmung, in Thor verkörperte er ebenso wie in den Fortsetzungen Thor – The Dark Kingdom und Thor: Tag der Entscheidung die Rolle des Volstagg. 
2011 spielte Stevenson den Musketier Porthos in Die drei Musketiere. Im April 2012 bekam Stevenson eine wiederkehrende Rolle in der siebten Staffel der Thriller-Serie Dexter. Stevenson übernahm 2016 die Rolle des Blackbeard in der dritten und vierten Staffel von Black Sails. Es schlossen sich verschiedene Film- und Fernsehrollen an. Sein Schaffen umfasst mehr als 60 Produktionen.
Stevenson war von 1997 bis 2005 mit seiner Schauspielkollegin Ruth Gemmell verheiratet. Aus der Verbindung mit der italienischen Anthropologin Elisabetta Caraccia, die er 2005 während Dreharbeiten in Rom kennengelernt hatte, gingen drei gemeinsame Söhne (geboren 2007, 2011 und 2013) hervor.

### Tod
Im Mai 2023 erkrankte er während der Dreharbeiten zum Film Cassino in Ischia und wurde zur Behandlung in eine Klinik in Lacco Ameno eingeliefert. Er starb dort am 21. Mai 2023 im Alter von 58 Jahren, vier Tage vor seinem 59. Geburtstag.
Seinen letzten Auftritt als Schauspieler hatte er in der Star-Wars-Serie Ahsoka (2023). Die erste Folge von Ahsoka, die etwas mehr als drei Monate nach Stevensons Tod am 22. August 2023 veröffentlicht wurde, enthält eine Widmung an ihn: „Für unseren Freund Ray“. Stevenson wurde in der Rolle des Skolls in der zweiten Staffel von Ahsoka von Rory McCann abgelöst.

## Filmografie (Auswahl)
- 1994: The Return of the Native (Fernsehfilm)
- 1998: Vom Fliegen und anderen Träumen (The Theory of Flight)
- 2004: King Arthur
- 2005–2007: Rom (Rome, Fernsehserie, 22 Folgen)
- 2007: Outpost – Zum Kämpfen geboren (Outpost)
- 2008: Punisher: War Zone
- 2009: Mitternachtszirkus – Willkommen in der Welt der Vampire (Cirque du Freak: The Vampire’s Assistant)
- 2010: The Book of Eli
- 2010: Die etwas anderen Cops (The Other Guys)
- 2011: Bulletproof Gangster (Kill the Irishman)
- 2011: Thor
- 2011: Die drei Musketiere (The Three Musketeers)
- 2012: Jayne Mansfield’s Car
- 2012: Dexter (Fernsehserie, 9 Folgen)
- 2013: G.I. Joe – Die Abrechnung (G.I. Joe: Retaliation)
- 2013: Thor – The Dark Kingdom (Thor: The Dark World)
- 2014: Die Bestimmung – Divergent (Divergent)
- 2014: Crossing Lines (Fernsehserie, 3 Folgen)
- 2014: Big Game – Die Jagd beginnt (Big Game)
- 2015: Die Bestimmung – Insurgent (The Divergent Series: Insurgent)
- 2015: The Transporter Refueled (Le Transporteur : Héritage)
- 2016–2017: Black Sails (Fernsehserie, 11 Folgen)
- 2016: Die Bestimmung – Allegiant (The Divergent Series: Allegiant)
- 2017: Thor: Tag der Entscheidung (Thor: Ragnarok)
- 2017: Cold Skin – Insel der Kreaturen (Cold Skin)
- 2017: Rellik (Fernsehserie, 6 Folgen)
- 2018: Accident Man
- 2018: Final Score
- 2019: Reef Break (Fernsehserie, 13 Folgen)
- 2020: Vikings (Fernsehserie, 11 Folgen)
- 2022: Memory – Sein letzter Auftrag (Memory)
- 2022: Accident Man: Hitman’s Holiday
- 2022: Das Boot (Fernsehserie, 9 Folgen)
- 2022: RRR
- 2023: Ahsoka (Fernsehserie)
- 2024: Canary Black (posthume Veröffentlichung)